# Psammocora explanulata
Psammocora explanulata är en korallart som beskrevs av van der Horst 1922. Psammocora explanulata ingår i släktet Psammocora och familjen Siderastreidae. IUCN kategoriserar arten globalt som livskraftig. Inga underarter finns listade i Catalogue of Life.